# Financial Stability Board
Рада з фінансової стабільності (англ. Financial Stability Board) — міжнародна організація, створена країнами Великої індустріальної двадцятки на Лондонському саміті в квітні 2009. Створена на базі Форуму фінансової стабільності, що існував з 1999. Основною метою організації є виявлення слабких місць в області світової фінансової стабільності, розробка і застосування регулюючої і наглядової політики в цій сфері.
Зокрема, одним з напрямків діяльності FSB стало складання і регулярне оновлення списків системоутворюючих банків і страхових компаній, до яких пред'являються підвищені вимоги по стійкості і надійності, а також застосовуються посилені заходи нагляду за їх діяльністю.

## Члени
Країни та організації члени FSB:
| - Аргентина - Австралія - Бразилія - Канада - КНР - Франція - Німеччина - Гонконг | - Індія - Індонезія - Італія - Японія - Мексика - Нідерланди - Росія - Саудівська Аравія | - Сінгапур - ПАР - Південна Корея - Іспанія - Швейцарія - Туреччина - Велика Британія - США |

### Організації
- Bank for International Settlements
- European Central Bank
- European Commission
- International Monetary Fund
- Organisation for Economic Co-operation and Development
- The World Bank

## Голови ФСБ
- Маріо Драгі 2009-2011 - президент Європейського центрального банку і колишній голова Банку Італії.
- Марк Карні 2011-по теперішній час - губернатор Банку Англії і колишній голова Банку Канади.